# World Series 1915
Le World Series 1915 sono state la 12ª edizione della serie di finale della Major League Baseball al meglio delle sette partite tra i campioni della National League (NL) 1914, i Philadelphia Phillies e quelli della American League (AL), i Boston Red Sox. A vincere il loro terzo titolo furono i Red Sox per quattro gare a una.
I Phillies disputarono le loro prime World Series vincendo la prima partita, ma poi non fecero più ritorno in finale fino al 1950. Tra i Red Sox, vi fu la prima apparizione di Babe Ruth, all'epoca ancora un lanciatore, che tuttavia, a causa della forza della rotazione di Boston, non fu mai utilizzato sul monte di lancio, ma solo in occasionali apparizioni in battuta

## Sommario

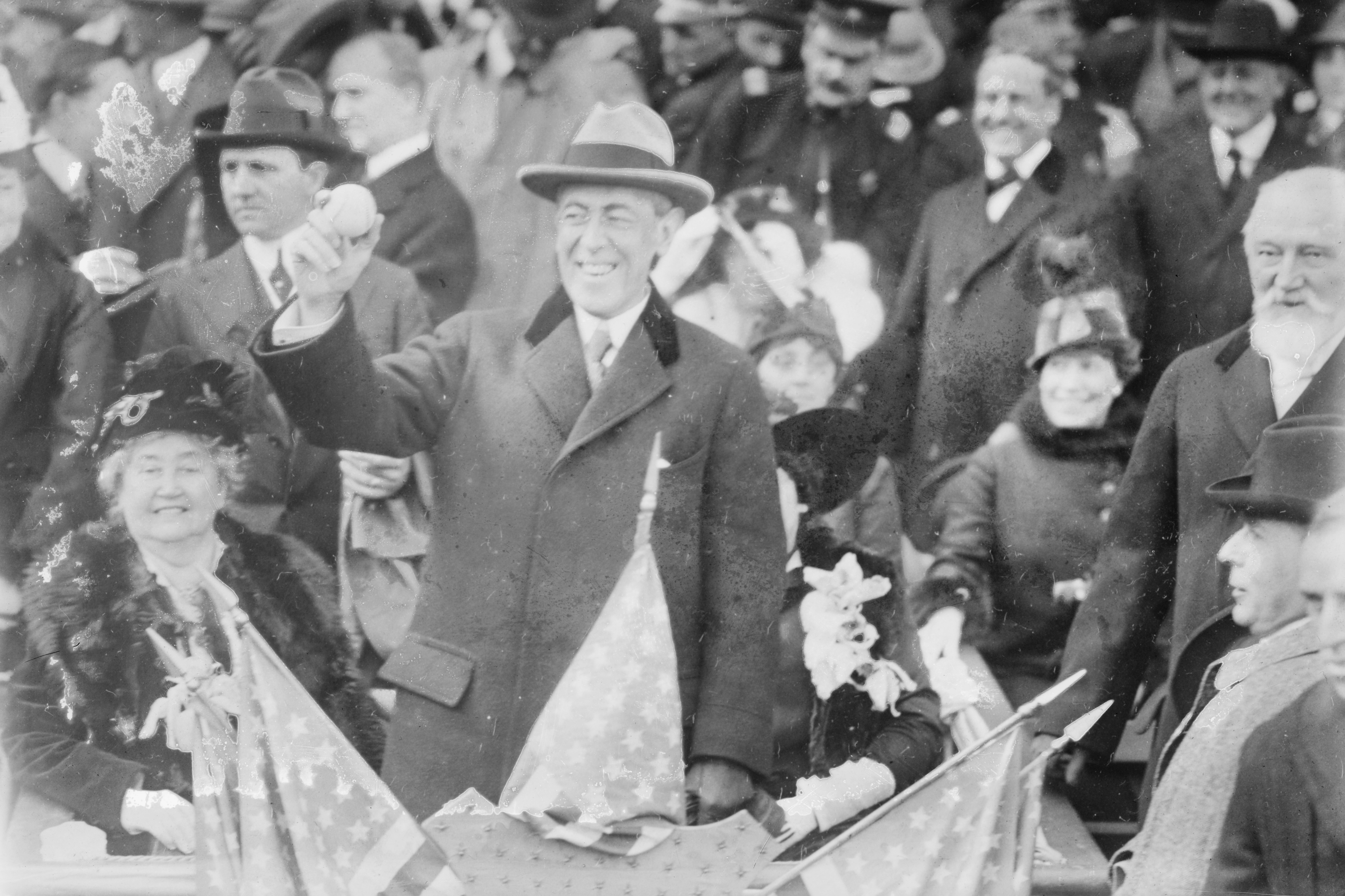
Il Presidente Woodrow Wilson mentre effettua il lancio cerimoniale delle World Series 1915

Boston ha vinto la serie, 4-1.
| Gara | Data       | Punteggio                                     | Stadio       | Tempo | Pubblico |
| ---- | ---------- | --------------------------------------------- | ------------ | ----- | -------- |
| 1    | 8 ottobre  | Boston Red Sox – 1, Philadelphia Phillies – 3 | Baker Bowl   | 1:58  | 19.343   |
| 2    | 9 ottobre  | Boston Red Sox – 2, Philadelphia Phillies – 1 | Baker Bowl   | 2:05  | 20.306   |
| 3    | 11 ottobre | Philadelphia Phillies – 1, Boston Red Sox – 2 | Braves Field | 1:48  | 42.300   |
| 4    | 12 ottobre | Philadelphia Phillies – 1, Boston Red Sox – 2 | Braves Field | 2:05  | 41.096   |
| 5    | 13 ottobre | Boston Red Sox – 5, Philadelphia Phillies – 4 | Baker Bowl   | 2:15  | 20.306   |

## Hall of Famer coinvolti
- Umpire: Bill Klem, Billy Evans
- Red Sox: Harry Hooper, Herb Pennock (non sceso in campo), Babe Ruth, Tris Speaker
- Phillies: Grover Cleveland Alexander, Dave Bancroft, Eppa Rixey